# Harry Groener
Harry Groener (ur. 10 września 1951 w Augsburgu, Bawaria, Niemcy), amerykański aktor.